# Idaea eremita
Idaea eremita là một loài bướm đêm trong họ Geometridae.